# Мушкатівська бучина
Мушка́тівська бучи́на — ботанічна пам'ятка природи місцевого значення в Україні.
Зростає неподалік від с. Мушкатівка Чортківського району Тернопільської області у кварталі 7 виділі 3 Борщівського лісництва державного підприємства «Чортківське лісове господарство» в межах лісового урочища «Мушкатівка».
Оголошена об'єктом природно-заповідного фонду рішенням виконкому Тернопільської обласної ради № 589 від 5 жовтня 1981. Перебуває у віданні ДП «Тернопільське лісове господарство».
Площа — 7,3 га.
Під охороною — буково-грабові насадження віком понад 90 р., цінне в господарському, науковому та естетичному значеннях.